# Akitake Kōno
Akitake Kōno (河野秋武, Kōno Akitake) est un acteur japonais né le 8 octobre 1911 et mort le 17 mars 1978.

## Biographie
Akitake Kōno a tourné dans 9 films entre 1937 et 1942 sous le nom de Shinzō Yamazaki puis dans 120 films entre 1942 et 1973.

## Filmographie partielle

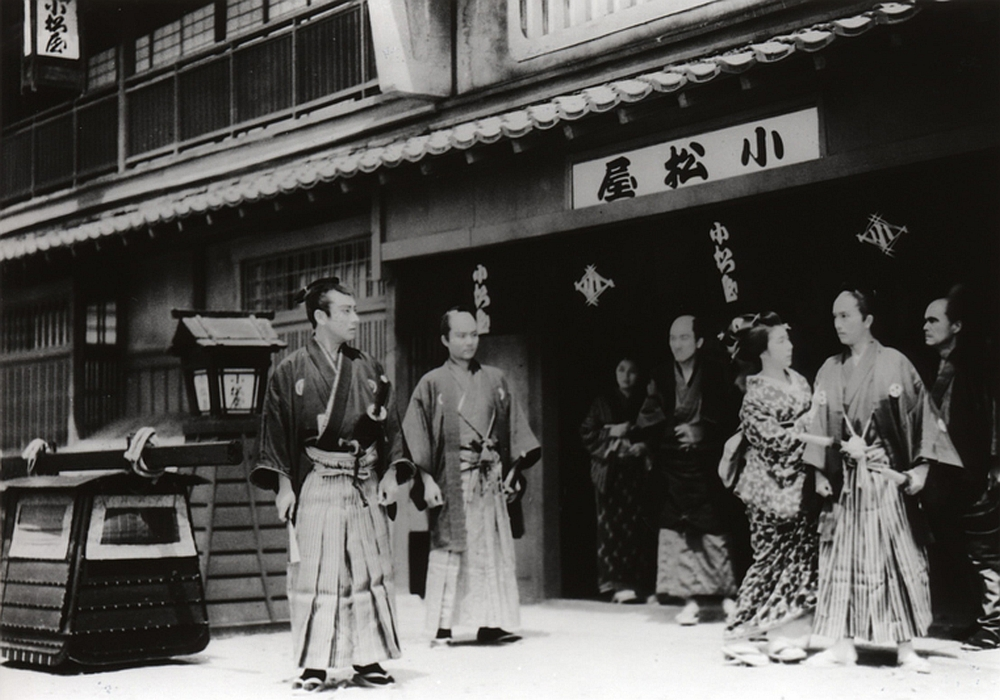
Scène du film Histoire de l'arc au temple de Sanjusangendo avec au premier plan (de g. à d.) : Kazuo Hasegawa, Akitake Kōno, Kinuyo Tanaka et Senshō Ichikawa.

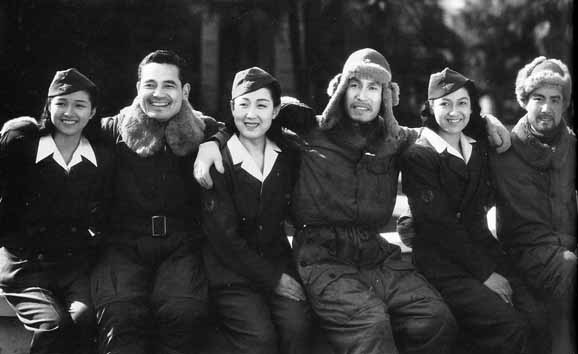
Hideko Takamine, Susumu Fujita, Hisako Yamane, Shin Saburi, Setsuko Hara et Akitake Kōno sur le tournage de Kita no san-nin (1945).

- 1937 : Le Bandit samouraï (戦国群盗伝 前篇 虎狼, Sengoku guntō-den zenpen: Tora ōkami?) d’Eisuke Takizawa
- 1937 : Le Bandit samouraï II (戦国群盗伝 後篇 暁の前進, Sengoku guntō-den kōhen: Akatsuki no zenshin?) d’Eisuke Takizawa
- 1937 : Pauvres humains et ballons de papier (人情紙風船, Ninjō kamifūsen?) de Sadao Yamanaka
- 1937 : Shinsengumi (新選組?) de Sotoji Kimura
- 1938 : La Chute des Abe (阿部一族, Abe ichizoku?) de Hisatora Kumagai : Hayashi Geki Ōmetsuke
- 1941 : La Vengeance des 47 rōnin (元禄忠臣蔵 前篇, Genroku Chushingura?) de Kenji Mizoguchi
- 1943 : La Légende du grand judo (姿三四郎, Sugata sanshiro?) d'Akira Kurosawa : Yoshima Dan
- 1945 : La Nouvelle Légende du grand judo (續姿三四郎, Zoku sugata sanshiro?) d'Akira Kurosawa : Genzaburo Higaki
- 1945 : Les Hommes qui marchèrent sur la queue du tigre (虎の尾を踏む男達, Tora no o o fumu otokotachi?) d'Akira Kurosawa : Ise
- 1945 : Histoire de l'arc au temple de Sanjusangendo (三十三間堂通し矢物語, Sanjūsangendō tōshiya monogatari?) de Mikio Naruse : Kazuma Hoshino
- 1945 : Kita no san-nin (北の三人?)
- 1946 : Je ne regrette rien de ma jeunesse (わが青春に悔なし, Waga seishun ni kuinashi?) d'Akira Kurosawa : Itokawa
- 1947 : La Montagne d'argent (銀嶺の果て, Ginrei no hate?) de Senkichi Taniguchi : Honda
- 1947 : Encore une fois (今ひとたびの, Ima hitotabi no?) de Heinosuke Gosho : Tanaka
- 1949 : La Femme de l'enfer (地獄の貴婦人, Jigoku no kifujin?) de Motoyoshi Oda : Tachibana
- 1950 : Écoutez les grondements de l'océan (日本戦歿学生の手記 きけ、わだつみの声, Nihon senbotsu gakusei shuki: Kike wadatsumi no koe?) de Hideo Sekigawa
- 1950 : Quand nous nous reverrons... (また逢ふ日まで, Mata au hi made?) de Tadashi Imai
- 1954 : L'Intendant Sansho (山椒大夫, Sanshō dayū?) de Kenji Mizoguchi : Taro
- 1955 : Les Loups (狼, Okami?) de Kaneto Shindō : inspecteur de police
- 1955 : Le Héros sacrilège (新・平家物語, Shin heike monogatari?) de Kenji Mizoguchi : Heiroku
- 1956 : Akō rōshi: Ten no maki, chi no maki (赤穂浪士天の巻地の巻?) de Sadatsugu Matsuda : Kinsuke